# Erik Flügel
Erik Horst Wolfgang Flügel (6 d'abril de 1934, Fürstenfeld - 14 d'abril de 2004, Erlangen) fou un geòleg i paleontòleg austríac, pioner de l'anàlisi de microfàcies.
Erik Flügel es traslladà a Graz a estudiar geologia, mineralogia i paleontologia a la Universitat de Marburg i a la Universitat de Graz, on es doctorà l'any 1957 amb un treball sobre els hidrozous. L'any 1959 treballà com a conservador al Museu d'Història Natural de Viena, i l'any 1962 aconseguí l'habilitació a la Universitat de Viena per les seves investigacions sobre contingut fòssil i microfàcies d'una regió dels Alps. L'any 1962 fou assessor científic i més endavant professor a la Universitat Tècnica de Darmstadt, i l'any 1972 professor de paleontologia a la Universitat d'Erlangen-Nuremberg, on acabaria essent degà de l'àrea de ciències de la Terra. L'any 1999 fou nomenat professor emèrit.
Estudià l'evolució, la paleontologia i la paleoecologia dels esculls i l'anàlisi de les fàcies calcàries. A la seva habilitació s'encarregà de les primeres anàlisis exhaustives de microfàcies en alemany, realitzats en pedres calcàries d'esculls triàsics dels Alps Bàvars. Estudià i caracteritzà els estrats basant-se en llurs característiques sedimentològiques i paleontològiques amb l'ús del microscopi i seccions fines. Estudià la sistemàtica dels hidrozous i emprà el microscopi electrònic per demostrar que la pedra de Solnhofen estava formada per closques de cocolitòfors.
Fou membre de la Deutsche Forschungsgemeinschaft (DFG) entre els anys 1992 i 1998 i de la Geo-Komission.
El 1962 rebé Premi d'Investigació de l'Arxiduc Johann, el 1985 la Medalla Hans Stille i l'any 2000 la Medalla Gustav Steinmann. L'any 2000 la Universitat Lliure de Berlín el nomenà doctor honoris causa. L'any 1992 fou escollit membre de l'Acadèmia Austríaca de les Ciències, el 2000 membre honorari de la Paläontologische Gesellschaft i el 2002 membre de la Geological Society of America.